# Шадруха (село)
Шадруха — село в Угловском районе Алтайском крае. Административный центр Шадрухинского сельсовета.

## История
Основано в 1882 году. В 1928 году село состояло из 444 хозяйств, основное население — украинцы. В административном отношении являлось центром Шадрухинского сельсовета Угловского района Рубцовского округа Сибирского края.

## Население
| 1926 | 1997 | 1998 | 1999 | 2000 | 2001 | 2002 |
| ---- | ---- | ---- | ---- | ---- | ---- | ---- |
| 2544 | ↘816 | ↘811 | ↗821 | ↘814 | ↘788 | ↘744 |
| 2003 | 2004 | 2005 | 2006 | 2007 | 2008 | 2009 |
| ↘717 | ↘711 | ↘702 | ↘691 | ↗768 | ↘626 | ↗634 |
| 2010 | 2011 | 2012 | 2013 | 2014 | 2015 | 2016 |
| ↘606 | ↘605 | ↘600 | ↘578 | ↘550 | ↘536 | ↘525 |

## Улицы
| - ул. Комсомольская, - ул. Кооперативная, - ул. Лесная, | - ул. Революционная, - ул. Степная, - пер. Школьный. |